# Roger Wolcott (Politiker, 1679)
Roger Wolcott (* 4. Januar 1679 in Windsor, Colony of Connecticut; † 17. Mai 1767 ebenda) war ein Weber und Politiker aus Connecticut. Ferner war er Gouverneur der Colony of Connecticut zwischen 1750 und 1754.

## Werdegang
Roger Wolcott, Sohn von Simon und Martha (Pitkin) Wolcott, wurde am 4. Januar 1679 in Windsor, Connecticut geboren. Seine Schulbildung war in schlimmer Weise durch die Eigenart des Grenzlandes eingeschränkt, sodass er im Alter von zwölf Jahren eine Ausbildung als Weber anfing und später sein eigenes Unternehmen betrieb.
Während des Queen Anne’s War begleitete Wolcott 1711 als Proviantmeister die Miliztruppen während der (letztlich gescheiterten) Québec-Expedition. Bei seiner Rückkehr wurde er in das koloniale Unterhaus (engl. Lower House) gewählt und 1714 in das Oberhaus (auch Council genannt), wo er als Mitglied bis 1750 verblieb. Ferner war er ab 1721 Richter am Hartford County Gericht und ab 1732 am kolonialen Supreme Court. 1741 wurde Wolcott zum Vizegouverneur (engl. Deputy Governor) der Kolonie gewählt. Als Vizegouverneur hatte er auch traditionsgemäß das Amt des Chief Justice des Superior Court of Connecticut inne, eine Position, die er bis 1750 hielt.
Wolcott wurde 1745 wieder in der Miliz aktiv, dieses Mal als Generalmajor (engl. Major General). Im King George’s War gab Massachusetts’ Gouverneur William Shirley einen allgemein gültigen Aufruf an die Neuengland-Kolonien aus, für einen Feldzug gegen die Franzosen in Nova Scotia. General Wolcott führte Connecticuts Truppen im Sir William Pepperrells Feldzug, bei dem die Festung Louisbourg eingenommen wurde.
Mit dem Tod von Gouverneur Jonathan Law 1750 folgte Wolcott ihm in das Amt des Gouverneurs. Er wurde bis 1753 in diese Position jährlich wiedergewählt. Kurz nachdem er als Gouverneur zurückgetreten war, nahm sein Sohn Roger an den Verhandlungen von sechs anderen britischen Kolonien und ungefähr 200 Mitgliedern von verschiedenen Indianervölkern beim Albany-Kongress im Juni und Juli 1754 teil. Während Wolcotts Administration lief ein manövrierunfähiges spanisches Schiff, die St. Joseph and St. Helena, mit einer Schiffsladung im Werte von 400.000 spanischen Dollars, nahe Neuengland auf Grund. Wolcott ordnete an, dass das Schiff gekapert und die Schiffsladung beschlagnahmt werden sollte, um ihn Zeit zu verschaffen die sich widersprechenden Behauptungen zwischen dem Schiffskapitän und der Bergungsmannschaft beizulegen. Während der kolonialen Verwahrung verschwand ein großer Teil der Schiffsladung auf mysteriöse Weise. Befleckt mit dem Skandal bezüglich des Spanish Ship Case, wurde Wolcott 1754 bei seiner Wiederwahl besiegt. Nach seiner Niederlage zog sich Wolcott hauptsächlich aus dem öffentlichen Leben zurück, um zu studieren und sich schriftstellerisch zu beschäftigen. 1759 brachte Wolcott eine kurze Geschichte von der Colony of Connecticut mit dem Titel Roger Wolcott's Memoir Relating to the History of Connecticut heraus.
Roger Wolcott verstarb am 17. Mai 1767 bei sich zu Hause in Windsor und wurde auf dem Old Burying Ground beigesetzt.

## Familie
Roger heiratete 1702 Sarah Drake und sie hatten 14 gemeinsame Kinder, bevor sie 1748 verstarb. Ihr Sohn Oliver war einer der Unterzeichner der Unabhängigkeitserklärung und Gouverneur eines freien Connecticut.